# Epizeuxis pokornyi
Epizeuxis pokornyi là một loài bướm đêm trong họ Noctuidae.